# 涂仲吉
涂仲吉（16世紀—1646年），字幼安，福建都司鎮海衛人，明朝、南明政治人物。

## 生平
涂仲吉是萬曆三十二年進士涂一榛之子，太學生出身，黃道周入獄時曾上書疏救，被崇禎帝下令杖打入獄，其後在審問時說：「我怎會受人主使，可以割開我的肝給皇上，證明黃道周無罪。」遭戍邊，然而此番話傳開，崇禎帝心生動搖。崇禎十五年（1642年）黃道周恢復原職，為其請罪，他才能獲釋回鄉。
北京失陷，涂仲吉和兄長涂伯案計劃勤王被制止，弘光帝繼位後獲授待詔；隆武帝時得方震孺薦任山東道監察御史，巡按廣西，拜任後很快遇上汀州之變，在中左所斷髮，絕食十多日後嘔血而死。

## 引用
1. 1 2  錢海岳《南明史·卷四十五·列傳第二十一》：涂仲吉，字幼安，漳浦人。通政一榛子。……仲吉，太學生，黃道周逮詔獄廷杖，申救者皆獲罪，仲吉擔囊萬里上書，謂：「道周通籍二十載，半居墳廬，一生學問，止知君親，雖言似過戇，而志實忠純。今喘息僅存，猶讀書不倦。此臣不為道周惜而為陛下天下萬世惜也。昔唐宗恨魏徵之面斥，至欲殺而終不果；漢武惡汲黯之直諫，雖遠出而實優容。陛下欲遠法堯、舜，奈何出漢、唐主下？」威宗大怒，予杖桚，指折不少挫。下獄，問者究主使，仲吉曰：「此豈容人主使，可剖吾肝呈至尊，以明道周之無罪。」竟遣戍。然語微聞於上，頗心動。崇禎十五年，道周起原官，為仲吉席藁請命，得釋歸。
2. ↑  錢海岳《南明史·卷四十五·列傳第二十一》：北京亡，與兄伯案謀舉勤王師，當事者不之許。安宗立，授待詔。紹宗即位，方震孺薦擢山東道御史，巡按廣西。方拜命而汀州變聞，祝髮中左所，不食十餘日，嘔血卒。